# Аварикум

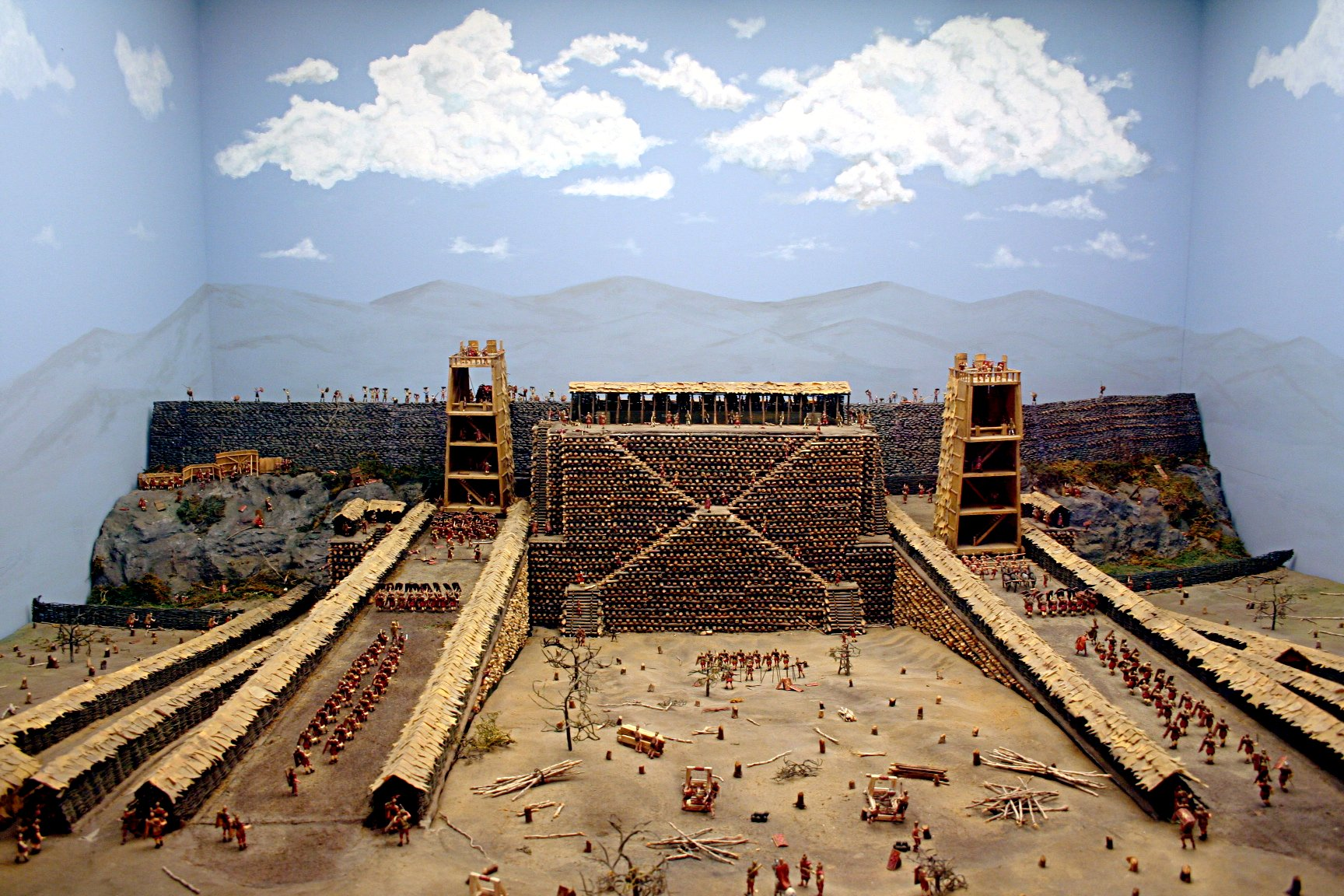
Модель осады Аварикума

Ава́рикум (Аварик (лат. Avaricum) — главное укреплённое городское поселение одного из кельтских племён битуригов в древней Галлии. В настоящее время является современным городом Бурж, расположенным на территории Франции.
Город Аварикум располагался на плодородных землях, и из всех городов битуригов был самым укреплённым. Место строительства города было специально выбрано и одобрено племенем, так как оно было удобным с точки зрения обороны города — в итоге город расположился между рекой и болотом и имел единственный узкий вход.
У Юлия Цезаря имеется описание Аварикума как красивейшего города Галлии. Город имел мощную систему укреплений с населением в 40 тысяч человек.
После сражения с римлянами битуриги были вынуждены отступить в этот город, предварительно предав огню свои прежние поселения. Римляне овладели Аварикумом в 52 году до н. э. и уничтожили не менее 3 тысяч кельтов (или всех 40 тысяч), собравшихся там. После завоевания город стал столицей области Aquitania prima провинции Аквитания.